# 巴溝駅
巴溝駅（はこうえき）は、中華人民共和国北京市海淀区にある北京地下鉄10号線と西郊線の駅である。

## 駅構造
10号線は島式ホーム2面4線の地下駅で、ホームドア完備。出入り口は3箇所。西郊線は地上にホームがある。

## 歴史
- 2008年7月19日 - 10号線開業。
- 2017年12月30日 - 西郊線開業。

## 隣の駅
北京地下鉄
■10号線
火器営駅 - 巴溝駅 - 蘇州街駅
■西郊線
巴溝駅 - 頤和園西門駅